# Messa di suffragio
(Santa Monica, in Confessioni XI, 11,27)
Messa in suffragio, nella teologia cattolica, è una Celebrazione Eucaristica in cui vi è l'applicazione di preghiere, indulgenze, opere buone alle anime del Purgatorio, per ottenere da Dio la remissione della pena temporale loro inflitta in sconto dei peccati commessi durante la vita terrena e la conseguente ammissione dal Purgatorio al Paradiso. La Messa di suffragio trova fondamento nel primato petrino e nel potere della Chiesa di legare e sciogliere nella terra e in cielo (MT 16,18-19).
L'espressione viene dal latino suffragium, probabilmente composto di sub- e del tema di fragor, cioè "fragore".

## Storia
Tertulliano (De Corona 3,3) e Cipriano documentano l'offerta eucaristica ai defunti.

## Esclusioni
Il suffragio riguarda soltanto le anime di uno o più defunti già salvate nel Purgatorio. Sono quindi escluse le anime dannate all'Inferno, quali colpevoli di un peccato mortale non confessato o comunque rimesso prima della morte.

## Ruolo degli angeli
San Michele Arcangelo è soggetto di culto e di preghiera da secoli anche in quanto liberatore di anime purganti, e di salvezza dei morienti. Secondo la fede cattolica e ortodossa, fondata sulla Sacra Scrittura, l'Arcangelo Michele è lo stesso che ha somma autorità sui demoni, perché ha vinto Satana in Paradiso, e mediante la preghiera esorcistica ha da Dio il potere immutabile di vincerlo anche nella vita terrena. 

Simile potere è attribuito anche al culto e alla preghiera dell'Arcangelo Raffaele, di cui il Libro di Tobia racconta che vinse il potente demone Asmodeo.

## Altare privilegiato
L'altare privilegiato era una concessione del Sommo Pontefice che era annesso all'indulgenza plenaria a favore dell'anima del Purgatorio per la quale si celebrava la Messa di suffragio. L'altare privilegiato può essere locale o personale: locale se appartiene a una determinata chiesa; personale se è relativo a tutti gli altari in cui celebra un determinato sacerdote per certi giorni della settimana. Tale Messa è ritenuta sufficiente a liberare l'anima del defunto dal Purgatorio e a farlo ammettere da Dio in Paradiso.
Con indulto Apostolicae Sedis di papa Benedetto XIII fu istituito un unico altare privilegiato quotidiano e perpetuo in ogni chiesa patriarcale, metropolitana o cattedrale.
Il can. 918, § 1, CIC 1917 prevedeva che l'indulto di concessione dell'indulgenza plenaria specificasse se l'altare fosse perpetuo o a tempo, diurno o meno.
Il privilegio poteva anche essere concesso dal vescovo ordinario. La Messa poteva essere celebrata anche a favore di persone vive che potevano lucrare l'indulgenza plenaria, a patto di essere in stato di grazia.
Col Manuale delle indulgenze pubblicato dalla Penitenzieria Apostolica nel 1968 ogni privilegio era abrogato e quindi qualsiasi altare diveniva privilegiato.

## Nel Concilio Vaticano II
La costituzione apostolica Lumen gentium  afferma:
(LG 50)